# NGC 5195
NGC 5195 ou M51 B é uma galáxia irregular cuja distância em relação à Terra está  entre quatorze e quarenta milhões de anos-luz. Esta galáxia fica na direção da constelação dos Cães de Caça. Possui uma magnitude aparente de 9,6, uma declinação de +47º 15' 59" e uma ascensão reta de 13 horas 29 minutos 58,8 segundos.
A galáxia NGC 5195 foi descoberta em 1781 por Pierre Méchain e é companheira da galáxia espiral M51, a princípio foram considerados um único objeto e catalogados ambos como M51, mais tarde, entretanto, foram reclassificadas em M51 A e M51 B.
As duas galáxias encontraram-se a vários milhões de anos-luz, provocando uma distorção (ver imagem na tabela) na estrutura em espiral de M51. A M51 B é a galáxia de menores dimensões na imagem e pensa-se que esteja atualmente atrás da galáxia de maiores dimensões.
É na galáxia NGC 5195 em que se encontra a supernova 1945A, de 8 de Abril de 1945.